# Timothy Treadwell
Pour les articles homonymes, voir Treadwell.
Timothy Treadwell, de son vrai nom Timothy Dexter, né le 29 avril 1957 à Long Island et mort le 5 octobre 2003 au parc national et réserve de Katmai en Alaska, est un écologiste américain passionné d'ours. Il est essentiellement connu du fait de sa mort — ayant été tué par des ours — et du film que Werner Herzog lui a consacré en 2005, intitulé Grizzly Man.

## Biographie
Timothy Treadwell s'est fait connaître en allant vivre durant treize étés dans le parc naturel du Katmai, en particulier à Hallo Bay, en Alaska auprès des grizzlis et en rapportant des documentaires décalés et controversés.
Treadwell est mort dévoré par un ours en 2003, ainsi que sa compagne Amie Huguenard,.
L'appareil photo d'Huguenard venait d'être allumé lorsque Treadwell a été dévoré. Une bande audio des hurlements d'agonie de Treadwell a été mise en ligne sur Youtube, mais celle-ci s’est révélée être un faux.
Le véritable enregistrement de 6 minutes a été remis à Jewel Palovak, l'ex-petite amie de Treadwell, mais n'a jamais été diffusé. Seuls le coroner, quelques policiers ainsi que Werner Herzog ont été autorisés à écouter l'enregistrement. Le réalisateur a vivement conseillé à Jewel Palovak de ne jamais écouter la cassette et de la détruire. Celle-ci ne l'a pas fait et a scellé la cassette dans le coffre d'une banque.

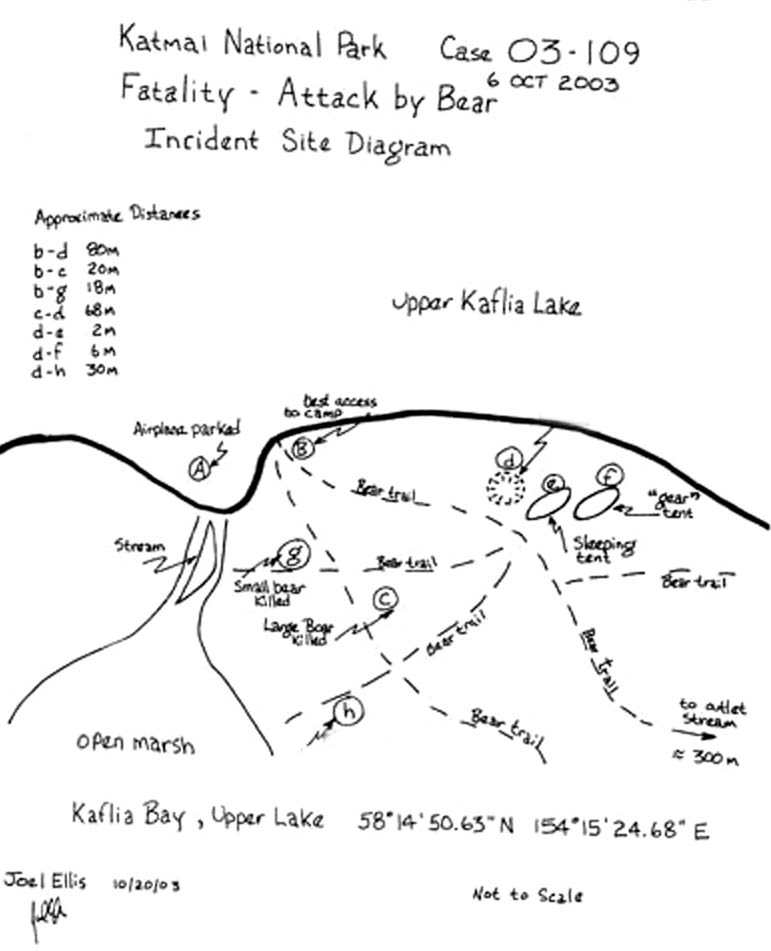
Carte de l'incident.

## Le film de Werner Herzog
En 2005, Werner Herzog a réalisé Grizzly Man, un documentaire réalisé sur la base d'entretiens avec des proches de Treadwell et de prises de vues hors du commun tournées par Treadwell jusqu'aux derniers jours avant la rencontre fatale. Dans ces prises de vues, Treadwell se met lui-même en scène auprès de grizzlis, ainsi que d'autres animaux tels des renards. Ce documentaire, bouleversant pour certains, témoignant seulement de la folie de Treadwell pour d'autres, a reçu cinq distinctions internationales.